# You Bring Blessings
A You Bring Blessings egy  2007-es reggae album  Lutan Fyah-tól.

## Számok
1. Desire To Get Higher
2. Never Get Enough
3. Hammer Dem Down
4. You Bring Blessings
5. Never Stop Hail Rastafari
6. Break Free
7. Babylon Keep On Telling A Lie
8. Stand In My Way
9. She's My Sunshine
10. No More Pillow Talk
11. Spend Some Time
12. So Much Guns In The City
13. After All feat. Norris Man